# Rychlozápalné dřevěné uhlí

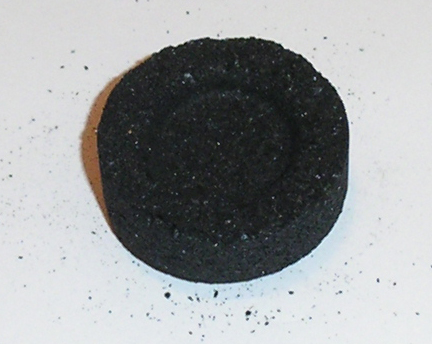
Rychlozápalné dřevěné uhlí

Rychlozápalné dřevěné uhlí je upravené dřevěné uhlí určené k podpalování vodních dýmek, k pálení vonných bylin, dřev a kadidla.
Jedná se většinou o válcovitý uhlík o průměru cca 3 cm a o výšce cca 1 cm.
Velice jednoduše se zapaluje díky hořlavé chemické látce v něm obsažené. Po zapálení se po povrchu uhlíku šíří několik sekund žhavé mapy, uhlík vydává slabý chemický zápach. Poté, co přestane šíření žhavých map, uhlík bez zápachu a viditelného kouře žhne přibližně jednu hodinu. Na uhlíku se nikdy neobjevují plameny. V průběhu hoření vydává silné teplo.
Rychlozápalné dřevěné uhlí je většinou prodáváno v balení po deseti uhlících. Lze ho zakoupit v trafikách, prodejnách s tabákem a čajovnách.